# Trận Glorieta Pass
Trận Glorieta Pass, diễn ra từ ngày 26 cho đến ngày 28 tháng 3 năm 1862, tại Lãnh thổ New Mexico, là trận đánh quyết định của Chiến dịch New Mexico thời Nội chiến Hoa Kỳ. Được một số tác giả mệnh danh là "Gettysburg của miền Tây" (một cái tên "phù hợp với nhà viết tiểu thuyết hơn là nhà sử học" ), trận Glorietta Pass là mối đe dọa lớn cuối cùng của miền Nam đến quyền kiểm soát của miền Bắc tại miền Tây Nam Hoa Kỳ. Nó được dự kiến như là một đòn giáng trí mạng của các lực lượng Liên minh miền Nam nhằm xâm phạm lãnh thổ của Liên bang miền Bắc tại miền Tây dọc theo chân dãy núi Rocky. Trận chiến đã xảy ra tại đèo Glorieta Pass ở dãy núi Sangre de Cristo tại nơi mà ngày nay là New Mexico, và là một sự kiện quan trọng trong lịch sử Lãnh thổ New Mexico thời Nội chiến Hoa Kỳ.
Vào ngày 26 tháng 3, một cuộc đụng đổ nhỏ diễn ra giữa các lực lượng tiên phong của hai bên, và đến ngày 28 tháng 3 thì trận đánh chính bùng nổ. Mặc dù quân miền Nam đã đánh bật được quân miền Bắc qua đèo, họ buộc phải triệt thoái khi đoàn xe tiếp tế của miền Nam bị tiêu diệt và phần lớn ngựa và lừa của họ bị giết hoặc là bị xua đuổi. Cuối cùng, quân đội miền Nam đã rút lui hoàn toàn khỏi Lãnh thổ New Mexico về Arizona thuộc Liên minh và sau đó là Texas. Như vậy, trận Glorieta Pass đã trở thành đỉnh điểm của chiến dịch.